# Marianne Probst
Marianne Probst, verheiratete Maria Lowitz (* 19. Oktober 1921 in Reichertshausen; † 2019), war eine deutsche Schauspielerin und Hörspielsprecherin.

## Leben
Sie besuchte die Schauspielschule in Ingolstadt. Danach hatte sie Engagements an den Münchner Kammerspielen und dem Münchner Volkstheater. Sie war von 1952 bis zu dessen Tod 1999 mit Siegfried Lowitz verheiratet.

## Filmographie (Auswahl)
- 1943: Das Leben beginnt (Matura-Reise)
- 1953: Maria Johanna
- 1975: Mozart – Aufzeichnungen einer Jugend

## Hörspiele (Auswahl)
- 1949: Bertolt Brecht: Das Verhör des Lukullus (Jungfrau) – Bearbeitung und Regie: Harald Braun (Original-Hörspiel – BR)
- 1949: Edmund Steinberger: Schweinernes ohne ... – Regie: Olf Fischer (Kriminalhörspiel, Mundarthörspiel – BR)
- 1949: Lucille Fletcher: Falsch verbunden – Regie: Heinz-Günter Stamm (Originalhörspiel, Kriminalhörspiel, Kurzhörspiel – BR)
- 1951: Oskar Gluth: Die verzauberte Glocke. Ein bayerisches Hörspiel – Regie: Peter Glas (Originalhörspiel – BR)